# 林彦一
林 彦一（はやし ひこいち、1863年（文久3年9月） - 1923年（大正12年）12月22日）は、日本の政治家、衆議院議員（2期）。

## 経歴
越前国大野郡田野村(のち福井県大野郡富田村、現・大野市)出身。漢学を学ぶ。訓導、連合町村会議員、富田村戸長、学務委員、県勧業諮問会員、富田村会議員、同村長、大野郡会議員、同参事会員、福井県会議員、福井県蚕糸業組合評議員、同議長、大野郡蚕糸業組合評議員、大野郡農会長となる。
1898年3月の第5回衆議院議員総選挙において福井1区から自由党公認で立候補して当選する。同年8月の第6回衆議院議員総選挙では憲政党公認で立候補して当選した。衆議院議員を2期務め、1902年の第7回衆議院議員総選挙は不出馬。1923年に死去した。